# Sapir-Whorfova hipoteza
Sapir-Whorfova hipoteza je hipoteza, da jezik določa človekovo percepcijo sveta in način mišljenja. Govori o tem, da najprej obstaja jezik in šele potem se ustvari realnost. Če neka kultura ne pozna izraza za določeno stvar, potem ta stvar zanjo ne obstaja. 
Ljudje, ki govorijo različne jezike, doživljajo svet različno.